# Józef Milewski
Józef Milewski (ur. 18 lutego 1914 w Zelgoszczy, zm. 26 lutego 1998 tamże) – popularyzator Kociewia, autor ponad 100 wielokrotnie wznawianych prac na ten temat, doktor nauk humanistycznych.

## Życiorys
W 1933 ukończył Gimnazjum Klasyczne w Starogardzie Gdańskim. Brał udział w wojnie obronnej 1939, trafił do niewoli niemieckiej, skąd zbiegł. W czasie okupacji działał w polskiej armii powstańczej w Borach Tucholskich. Po wojnie był m.in. wójtem Lubichowa (1945–1949) i burmistrzem Starogardu (1949–1950). W kwietniu 1974 obronił na Uniwersytecie Mikołaja Kopernika w Toruniu pracę doktorską Kociewie w latach okupacji hitlerowskiej (wydana w 1977).
Niektóre inne prace Milewskiego:
- Starogard Gdański i jego okolice (1955)
- Dzieje Starogardu (miasto i powiat) (1959)
- Dzieje wsi powiatu starogardzkiego (1968, 2 tomy)
- Przewodnik turystyczny – Kociewie (1977, współautor)
- Pojezierze kociewskie i okolice (1984)
- Z dziejów wolnomularzy na Kociewiu (1985)
- Patroni ulic Starogardu Gdańskiego. Starogard Gdański 1994.